# Miguel Tacón y Rosique
Miguel Tacón y Rosique (Cartagena, 10 de enero de 1775-Madrid, 12 de octubre de 1855) primer marqués de Unión de Cuba, (después elevado a ducado), duque de la Unión de Cuba, fue un noble, marino y militar español, teniente general de la Real Armada, mariscal de campo del Ejército de Tierra y I duque de la Unión de Cuba.

## Vida
En el mes de octubre de 1789 sentó plaza de guardiamarina en la compañía del departamento de Cartagena. Abandono la academia con el grado de alférez de fragata, el 5 de septiembre de 1791, ordenándosele embarcar y realizando cruceros, por los cabos de Santa María y San Vicente, puntos de recalada obligados por los buques provenientes de América. El 22 de noviembre de 1794, se le ascendió al grado de alférez de navío, con el que prosiguió como oficial subordinado, en cruceros y comisiones, sobre todo en aguas de la península ibérica.
Después de largas navegaciones por el Mediterráneo, el 5 de octubre del año de 1802, se le ascendió al grado de teniente de fragata, participó en el combate sobre la defensa de Orán embarcado en el jabeque Lebrel, pasando posteriormente ya como comandante de la goleta Furia, a ser parte integrante de las fuerzas sobre el gran bloqueo de Gibraltar. Participó en el desastroso combate de Trafalgar, por su valor reconocido, se le otorgaron los galones de teniente de navío en 1806.
Pasó destinado a las fuerzas que se dedicaban a hacer el corso contra los argelinos y los británicos, con lo que volvió a demostrar sus dotes de mando y su valor personal. Estando al mando del bergantín Vigilante, por una desgraciada maniobra, sufrió un abordaje con el navío de línea San Carlos, sufriendo una fuerte contusión en el tórax. Al recuperarse de esta lesión, se le destinó al ejército como capitán de infantería, pero con el grado interino y responsabilidades de teniente coronel.
Durante 1809, carecía de fuerzas militares propias para defenderse de la Junta de Quito y concentró su atención en los peligros que implicaba la numerosa población indígena y negros esclavos habitantes de la provincia de Popayán, a la que se le veía vulnerable a la seducción de las fuerzas revolucionarias desatadas por la crisis. Tacón utilizó este peligro para convencer a los virreyes de Santa Fe y Lima para que le envíen refuerzos. Además, para 1809, se había propuesto conseguir el apoyo de la población indígena y negra para la causa realista, consiguiendo que se sumaran a la defensa de su territorio los pueblos indígenas, los esclavos y los negros libres situados a lo largo de los ríos Micay y Patía que conectaban a Popayán con el Pacífico en la bahía de San Buenaventura. Bajo la tutela del Virrey del Perú, José Fernando de Abascal, el bloque realista integrado por Popayán, Pasto y Barbacoas, tuvo como sus rivales más inmediatos primero a Quito y después a Cali y Santa Fe, por lo tanto, ocupó un espacio estratégico que servía de frontera entre los dos territorios insurgentes más importantes surgidos en el Virreinato de Nueva Granada. La alianza entre Tacón y Abascal se vio fortalecida una vez la Junta de Bogotá depuso al Virrey Antonio José Amar y Borbón en julio de 1810. Tanto en lo militar como en lo ideológico fue vital el apoyo de Abascal, si bien la ofensiva insurgente se expandía y consolidaba al norte de Popayán, el peso ideológico de la monarquía se mantuvo viva en consonancia con su vitalidad en Lima. Por medio de sus vínculos con el Perú, Popayán, Barbacoas y Pasto, Abascal les brindaba una estabilidad que habían perdido en el virreinato de Nueva Granada. En 1810 se le nombró Gobernador militar y político de Popayán, en Colombia, donde por aquellos días se produjo el levantamiento contra la Corona, no obstante, el giro de Tacón a favor de Abascal le hizo ganar el descontento de las elites locales, las elites de Cali rechazaron su determinación y despotismo, lo que hizo estallar el conflicto. 
Los realistas convergían al sur, en Pasto, Patía y Barbacoas, pero entre 1810 y 1814 surgieron proyectos autonomistas al norte de Popayán, representada por la Confederación del Valle del Cauca localizados en Cali, Buga, Anserma, Toro, Cartago y Caloto en alianza con Santa Fe. En diferentes momentos estás ciudades buscaron una alianza con Antioquia y Cartagena. La región suroccidental de Nueva Granada se convirtió en un bastión del realismo, vinculadas militarmente a las fuerzas peruanas del Virrey Abascal, así como en los polos realistas de Guayaquil, Cuenca y Panamá, ante ello la región de la costa del pacífico de Popayán se volvió estratégica porque el mar facilitaba las comunicaciones de Popayán y Lima, siendo así lógico que Popayán se volviera el centro de la disputa y la confrontación, siendo intermitentes los ataques, saqueos y ocupaciones. Tacón combatió con denuedo, su estrategia militar consistía en bloquear las constantes intentos de que fuerzas rebeldes quieran contactar con Quito, pero ante la falta de efectivos y ayuda de la metrópoli, los insurrectos consiguieron ir ganando el terreno a pesar de que Tacón logró movilizar a un gran sector de la población a la causa realista. En 1811, ya derrotado por los colombianos, se vio obligado a retirarse del Patía hacia Barbacoas e Iscuandé, donde las fuerzas revolucionarias de Cali lo forzaron a huir a Guayaquil, desde el cual tuvo que refugiarse en rumbo a la ciudad de Lima, donde llegó con tan solo veinticinco hombres. Permaneció en aquellas tierras, prestando sus servicios en el Perú durante las campañas del Ejército Real del Perú en el Alto Perú por el reconocimiento de sus méritos por parte del virrey Abascal, hasta que le llegó la noticia de su ascenso a mariscal de campo, en 1819, y con ello el regreso a España, pues el virrey Joaquín de la Pezuela quería comunicar el estado de aquellas tierras al Gobierno, su falta de medios de todas clases para poder mantener su dominio, ya que comenzaba en ellas la revolución independentista.
El Gobierno lo nombró gobernador de la ciudad de Málaga, donde permaneció poco tiempo, pues se le ordenó en pasar con el mismo cargo a la ciudad de Sevilla, en 1823. Permaneció en esta ciudad hasta 1834, en que se le ascendió a teniente general y se le nombró, gobernador de la Siempre Fiel isla de Cuba, donde llegó y tomó el mando  el 7 de junio de 1834. 
El buen gobierno de la isla en materias cotidianas y de obras públicas, sobre todo en La Habana, gracias al celo del intendente Claudio Martínez de Pinillos, estuvo ensombrecido por los actos despóticos de Tacón y su fomento del comercio de esclavos. A su regreso a España en 1852, durante el reinado de Isabel II, fue nombrado senador.